# بازی‌های آسیایی ۱۹۸۲
بازی‌های آسیایی ۱۹۸۲ (به هندی: ۱۹۸۲ एशियाई खेल) نهمین دوره بازی‌های آسیایی است که در شهر دهلی نو، هندوستان از ۱۹ نوامبر تا ۴ دسامبر ۱۹۸۲ برگزار شد. در این رویداد، ۷۴ رکورد آسیا و بازی‌های آسیایی توسط ورزشکاران شکسته شد. همچنین این نخستین دوره از بازی‌های آسیاد بود که تحت نظارت شورای المپیک آسیا برگزار شد. دهلی با این میزبانی، به همراه بانکوک، به تنها شهرهایی تبدیل شدند که بیش از یک دوره از این بازی‌ها را میزبانی کرده‌اند.

این مسابقات با حضور ۳٬۴۱۱ ورزشکار از ۳۳ کشور آسیا در ۱۹۶ رویداد و در ۲۳ رشته ورزشی انجام شد. در این دوره بیشترین تعداد کشورهای شرکت کننده در تاریخ بازی‌های آسیایی حضور داشتند. هندبال، سوارکاری، روئینگ و گلف برای اولین بار در این رویداد حضور داشتند. مسابقات رشته‌های ورزشی شمشیربازی و بولینگ هم از برنامه بازی‌ها خارج شدند.

## انتخاب میزبان
کاندیداها:
1.دهلی نو-هند

انتخاب: دهلی نو
محل رای گیری: مونترآل-کانادا

## ویژگی‌ها
این دوره بازی‌های آسیایی سرآغاز تسلط چینی‌ها در بخش مدال‌ها بود.
پیش از این، ژاپن، در دوره‌های پیشین این بازی‌ها بیشترین تعداد مدال‌ها را کسب کرده بود. چین با پشت سر گذاشتن ژاپن و دست‌یابی به بیشترین تعداد نشان در بازی‌های این دوره، قدرت خود را در دنیای ورزش نشان داد.
در راه آماده‌سازی برای برگزاری بازی‌های آسیایی، تلویزیون رنگی به شکلی گسترده در هند معرفی و شناسانده شد، زیرا قرار بر این بود که بازی‌های این دوره، به صورت رنگی پخش شود.
در نشان رسمی بازی‌ها از تصویر میسرا یانترا، یکی از چهار ابزار نجومی رصدخانه جانتر مانتر دهلی نو استفاده شده بود.
عروسک استفاده شده در بازی‌ها Appu بود - یک فیل بچه. این فیل که در زندگی واقعی با نام "Kutinarayanan" شناخته شده‌است، هنگامی که هفت ساله بود، پایش در یک تصادف شکست. زخم ناشی از این تصادف هیچگاه بهبود نیافت و سرانجام او را از پای درآورد. کوتینارایانان در ۱۴ مه ۲۰۰۵ درگذشت.
میزبان دوره دهم بازی‌های آسیایی در سال ۱۹۸۶ و دوره بیست و چهارمین بازی‌های المپیک تابستانی در سال ۱۹۸۸، سئول، کره‌جنوبی با یک تیم ۴۰۶ نفره، از جمله یک تیم بازدیدکننده برای بررسی امکانات، نحوه مدیریت و نحوه برگزاری رویدادهای بازی‌های آسیایی دهلی شرکت کرد.
شبکه دوردارشان (تلویزیون سراسری هند) بازی‌های آسیایی ۱۹۸۲ را به صورت تماماً رنگی پخش کرد.
این بازی‌ها به‌طور رسمی توسط رئیس‌جمهور زیل سینگ افتتاح شد و سوگند ورزشکار توسط پی. تی یوشا انجام شد. ورزشگاه اصلی بازی‌ها، ورزشگاه جواهر لعل نهرو دهلی بود.

## ورزش‌ها
| - تیراندازی با کمان(۴) - دو و میدانی(۳۹) - بدمینتون(۷) - بسکتبال(۲) - بوکس(۱۲) - دوچرخه‌سواری(۷) - شیرجه(۴) - سوارکاری(۴) | - هاکی روی چمن(۲) - فوتبال(۱) - گلف(۲) - ژیمناستیک(۱۴) - هندبال(۱) - روئینگ(۴) - قایقرانی بادبانی(۴) - تیراندازی(۲۲) | - شنا(۲۹) - تنیس روی میز(۷) - تنیس(۷) - والیبال(۲) - واترپلو(۱) - وزنه‌برداری(۱۰) - کشتی(۱۰) |  |

## کشورهای شرکت‌کننده
| - افغانستان - بحرین - بنگلادش - میانمار - چین - هنگ کنگ - هند - اندونزی - ایران - عراق - ژاپن | - کویت - لائوس - لبنان - مالزی - مالدیو - مغولستان - نپال - کره شمالی - کره جنوبی - عمان - پاکستان | - فیلیپین - قطر - عربستان سعودی - سنگاپور - سری‌لانکا - سوریه - تایلند - امارات متحده عربی - ویتنام - یمن شمالی - یمن جنوبی |

## جدول مدال‌ها

عروسک بازی‌های آسیایی ۱۹۸۲ با نام "Appu"

*   کشور میزبان (هند)
| رتبه            | کشور                | طلا | نقره | برنز | مجموع |
| --------------- | ------------------- | --- | ---- | ---- | ----- |
| ۱               | چین (CHN)           | ۶۱  | ۵۱   | ۴۱   | ۱۵۳   |
| ۲               | ژاپن (JPN)          | ۵۷  | ۵۲   | ۴۴   | ۱۵۳   |
| ۳               | کره جنوبی (KOR)     | ۲۸  | ۲۸   | ۳۷   | ۹۳    |
| ۴               | کره شمالی (PRK)     | ۱۷  | ۱۹   | ۲۰   | ۵۶    |
| ۵               | هند (IND)*          | ۱۳  | ۱۹   | ۲۵   | ۵۷    |
| ۶               | اندونزی (INA)       | ۴   | ۴    | ۷    | ۱۵    |
| ۷               | ایران (IRI)         | ۴   | ۴    | ۴    | ۱۲    |
| ۸               | پاکستان (PAK)       | ۳   | ۳    | ۵    | ۱۱    |
| ۹               | مغولستان (MGL)      | ۳   | ۳    | ۱    | ۷     |
| ۱۰              | فیلیپین (PHI)       | ۲   | ۳    | ۹    | ۱۴    |
| ۱۱              | عراق (IRQ)          | ۲   | ۳    | ۴    | ۹     |
| ۱۲              | تایلند (THA)        | ۱   | ۵    | ۴    | ۱۰    |
| ۱۳              | کویت (KUW)          | ۱   | ۳    | ۳    | ۷     |
| ۱۴              | سوریه (SYR)         | ۱   | ۱    | ۱    | ۳     |
| ۱۵              | مالزی (MAS)         | ۱   | ۰    | ۳    | ۴     |
| ۱۶              | سنگاپور (SGP)       | ۱   | ۰    | ۲    | ۳     |
| ۱۷              | افغانستان (AFG)     | ۰   | ۱    | ۰    | ۱     |
| ۱۷              | لبنان (LBN)         | ۰   | ۱    | ۰    | ۱     |
| ۱۹              | هنگ کنگ (HKG)       | ۰   | ۰    | ۱    | ۱     |
| ۱۹              | بحرین (BRN)         | ۰   | ۰    | ۱    | ۱     |
| ۱۹              | عربستان سعودی (KSA) | ۰   | ۰    | ۱    | ۱     |
| ۱۹              | قطر (QAT)           | ۰   | ۰    | ۱    | ۱     |
| ۱۹              | ویتنام (VIE)        | ۰   | ۰    | ۱    | ۱     |
| مجموع (۲۳ کشور) | مجموع (۲۳ کشور)     | ۱۹۹ | ۲۰۰  | ۲۱۵  | ۶۱۴   |